# Azzeddine Ahmed-Chaouch
Pour les articles homonymes, voir Chaouch.
Azzeddine Ahmed-Chaouch, né le 12 juillet 1982 à Thiais, est un journaliste, auteur et chroniqueur franco-algérien.
Il est notamment connu pour avoir été un intervenant régulier dans l'émission Quotidien sur TMC, avant d'abandonner ce poste pour rejoindre Public Sénat en février 2024.

## Biographie
Azzeddine Ahmed-Chaouch sort diplômé de l'EJCAM en 2006, après avoir étudié le droit et les sciences politiques à l'université Paris-Panthéon-Assas.
Il rejoint ensuite la rédaction du Parisien, où il couvrira d'abord les faits divers, puis l'actualité politique, en particulier celle de la droite et de l'extrême droite.
En 2009, il quitte Le Parisien pour intégrer le journal télévisé de M6.
À partir de 2016, il officie durant 7 ans en tant que chroniqueur dans l'émission Quotidien, qu'il quitte début 2024 pour devenir éditorialiste politique dans l'émission Sens Public, sur la chaîne Public Sénat.
En 2024, il fait partie du casting de la troisième saisons de l'émission Les Traîtres, diffusés sur M6.
En mai 2025, il rejoint Ségo Raffaitin à l'animation de la matinale de Radio Nova, en remplacement de Thierry Paret. 

### Vie privée
Azzeddine Ahmed-Chaouch a une fille, Louisa, née durant le confinement,.

## Ouvrages
En 2010, Azzeddine Ahmed-Chaouch publie Le testament du Diable, un livre dans lequel il révèle notamment un accord secret passé entre Jean-Marie Le Pen et l'homme d'affaire Bernard Tapie lors des législatives de 1993.
Il co-écrit également La France du Djihad en 2014 avec le journaliste François Vignolle, et publie en 2022 Dossier V13, un livre sur le procès des attentats du 13 novembre réalisé en collaboration avec le dessinateur Valentin Pasquier.

## Documentaire
En 2023, il réalise le film L'Arabe dans le poste, qui traite de la représentation des français d'origine maghrébine dans la société.